# Варшавська політехніка
Варшавська політехніка (Politechnika Warszawska, PW) — вищий державний навчальний заклад у Варшаві. Один з головних технічних навчальних закладів у Польщі та один з найбільших у Центральній Європі.
Займає перше місце в Польщі серед технічних вишів в рейтингу освітнього щомісячника «Perspektywy». Згідно з Webometrics займає 372 місце в світі серед усіх навчальних закладів.

## Відомості
Офіційною датою заснування Варшавської політехніки вважається 1915 рік. Проте ще від 1898 року існував Політехнічний інститут з російською мовою викладання. Також коріння університету ведуть від технічної школи, яка існувала у Варшаві від 1826 року і до 1831, коли була закрита через Листопадове повстання.

### Факультети
| - Факультет адміністрування і суспільних наук - Архітектурний факультет - Хімічний факультет - Факультет електроніки і інформаційних технологій - Електричний факультет - Фізичний факультет - Факультет геодезії і картографії - Факультет хімічної і процесової інженерії - Факультет будівельної інженерії - Факультет матеріалознавства та інженерії | - Факультет виробничої інженерії - Факультет екологічної інженерії - Факультет математики та інформаційних наук - Факультет енергетики та літакобудування - Факультет мехатроніки - Факультет автомобільного та будівельного машинобудування - Транспортний факультет - Факультет менеджменту |

## Відомі випускники
Ян Кноте (1912—1977) — польський архітектор, графік, письменник, поет і дипломат у Сирії та Бельгії, уродженець Вінниці.

## Цікаво знати
- В стінах університету був створений перший польський штучний супутник Землі — PW-Sat[6]